# Ascheberg
Ascheberg là một đô thị ở huyện Coesfeld trong bang Nordrhein-Westfalen, Đức. Các đơn vị giáp ranh (theo chiều kim đồng hồ, từ phía bắc): thành phố Münster, thị xã Drensteinfurt (huyện Warendorf), thành phố Hamm, thị xã Werne (huyện Unna, các đô thị Nordkirchen và Senden (cả hai đều thuộc huyện Coesfeld)

## Thành phố kết nghĩa
- Buggiano